# Stora Dicka
Stora Dicka är en småort i Avesta kommun, Dalarnas län belägen i Folkärna socken nordost om Avesta vid riksväg 68 och Godsstråket genom Bergslagen.